# Augochlora braziliensis
Augochlora braziliensis är en biart som först beskrevs av Joseph Vachal 1911.  Augochlora braziliensis ingår i släktet Augochlora och familjen vägbin. Inga underarter finns listade.